# Василиј Суриков
Василиј Иванович Суриков (рус. Василиј Иванович Суриков; 24. јануар 1848 — 19. март 1916) био је руски сликар. Многи од његових дела постали су позната широј јавности кроз употребу слика као илустрација.

## Биографија
Рођен је у старој козачкој породици која потиче од донских козака који су се населили у Сибиру. Његов отац је био у државној служби као секретар и често је радио као управник поште. Године 1854. као резултат премештаја његовог оца, породица се преселила у село Сухобузимскоје, где је започео своје основно образовање.
Године 1859. његов отац је умро од туберкулозе, тако да се породица вратила у Краснојарск и била приморана да изнајми други спрат своје куће како би финансијски преживела. Сурков је почео да црта док је похађао окружну школу и подстицао га је локални наставник ликовне културе. Његов први службени посао датира из 1862. године, али његова породица није могла да приушти наставак школовања и он је постао службеник у државној канцеларији. То га је довело у контакт са губернатором Јенисеја, који је успео да му нађе покровитеља: Пјотра Кузњецова, локалног трговца који је поседовао неколико малих рудника злата.
Године 1868. јахао је до Санкт Петербурга али није могао да се квалификује за пријем на Империјалну академију уметности, па је студирао у школи цртања Царског друштва за подстицање уметности. После годину дана тамо, дозвољено му је да контролише наставу на Академији и постао је редован ученик крајем 1869.
Од 1869. до 1875. учио је код Павла Чистјакова, Богдана Вилевалдеа и Петра Шамшина, освојивши неколико медаља. Његова велика пажња према композицији донела му је надимак „Композитор”. Године 1875. дипломирао је са звањем уметника првог степена.

### Каријера у Москви
Године 1877. добио је налог да ослика мурале у Саборном храму Христа Спаситеља (тада још у изградњи) и преселио се у Москву. Пошто није могао да приушти кућу, живео је у изнајмљеним становима и хотелима и одлазио на село када год је то било могуће. Године 1878. оженио се Елизабетом Шаре (1858—1888), Францускињом која је потицала из породице Децембриста са мајчине стране. Имали су две ћерке.
Након тога, одлучио је да остане у Москви и започео је серију историјских слика које ће утврдити његову репутацију, почевши од Јутра погубљења стрелца. Прву изложбу имао је 1881. у оквиру уметничке групе Передвижници. Године 1883. слику Меншиков у Берјозову је купио Павел Третјаков за суму која му је омогућила да крене на европску турнеју. Током 1887. почео је да слика портрете, почевши од једне од његове мајке.
Године 1888. умрла му је жена, а он се са ћеркама вратио у Краснојарск на две године. На реци Об, направио је скице за једно од својих најпознатијих дела, Освајање Сибира Јермака Тимофејевича (догађај у коме су учествовали неки од његових предака). То му је донело пуноправно чланство у Империјалној академији у Санкт Петербургу. Године 1897. посетио је Швајцарску и насликао Суворов прелази Алпе, који је купио цар Николај II.
Године 1907. напустио је покрет Передвижника и придружио се Савезу руских уметника. Три године касније посетио је Шпанију, заједно са својим зетом, Петром Кончаловским. Исте године, он и архитекта Леонид Чернишов отворили су уметничку школу. Четири године касније, био је у продуженом боравку у Краснојарску, сликајући пејзаже.
До тада је патио од хроничног коронарног оболења. Путовање на Крим на лечење 1915. није успело да ублажи проблем и он је умро почетком следеће године по повратку у Москву. Сахрањен је на Ваганковском гробљу, поред своје супруге.
Године 1948, на 100. годишњицу његовог рођења, његово имање у Краснојарску претворено је у музеј. Ту су подигнута два споменика, 1954. и 2002. године. Биографски филм о његовом животу (Василиј Суриков) је продуцирао Мосфилм 1959. године, по сценарију Емила Брагинског и у режији Анатолија Рјабаков. По њему су назване бројне улице и тргови широм Русије, као и кратер на Меркуру.

## Галерија
- Јутро погубљења стрелаца
- Бојарина Морозова
- Бронзани коњаник
- Меншиков у Берјозову
- Освајање Сибира Јермака Тимофејевича